# 片山由香
片山 由香（かたやま ゆか、1962年11月18日 - ）は日本の元女優。愛媛県松山市出身。かつての所属事務所はアクターズ・セブン。

## 来歴
京都女子大学短期大学部国文科卒業。短大卒業後は既に繊維関係の会社に就職が内定していたが、叔母の推薦で東映ミス映画村に応募、約5000人の応募者の中から第1回東映ミス映画村に選ばれる。
1983年の『水戸黄門第14部』の柴田由紀役で女優デビュー。以後数多くのドラマに出演。なお本人は、元々女優は子供の頃からの憧れであり、小学生の頃から水戸黄門ファンだった。
2017年から映像コンテンツ権利処理機構に連絡のとれない権利者として掲載されている。
身長158 cm。体重45 kg。
趣味、特技は茶道、和文・ワープロ・イラスト描き。

## 出演

### テレビドラマ

#### NHK
- 続・イキのいい奴（1988年）

#### 日本テレビ
- 忠臣蔵（1985年） - 浮橋
- 長七郎江戸日記 第1シリーズ
  - 第39話「旗本愚連隊」（1984年）- おきぬ
  - 第75話「鬼がすむ屋敷」（1985年） - 志津
  - 第118話「長七郎最後の対決」（1986年12月） - おみの（お鶴）
- おさと（1987年）
- ジャングル 第34話 「ヤング・ストリート」（1987年）
- 恋人も濡れる街角 URBAN LOVE STORY（1988年） - 徹の部下
- 柳生武芸帳 柳生十兵衛五十人斬り（1990年）
- 女忍かげろう組<参>（1991年） - 沙織

#### TBS
- ナショナル劇場
  - 水戸黄門（C.A.L）
    - 第14部 第1話 - 第25話（1983年 - 1984年） - 柴田由紀
    - 第15部 第20話 「謎が渦巻く陰謀の宿 -米子- 」（1985年6月10日） - 由紀
    - 第16部 第21話 「友禅救った大芝居 -金沢- 」（1986年9月15日） - こひな
    - 第20部 第42話 「怪盗天神林の光右衛門 -盛岡- 」（1991年8月26日） - お雪
    - 第21部 第19話 「恋を実らす占い合戦 -龍野- 」（1992年8月10日） - お光
    - 第22部 第4話 「心の剣で悪を斬る -藤枝- 」 （1993年6月7日） - ふじ

  - 大岡越前（C.A.L）
    - 第9部 第4話 - 第10話、第12話 - 第19話、第21話 - 第26話（1985年 - 1986年） - おちよ
    - 第12部 第14話「姫様の好物ふかし藷」（1992年1月20日） - お美代

  - 江戸を斬るVII（1987年1月26日 - 8月17日） - お梅
- 天使のアッパーカット（1986年）
- 空に星があるように（1988年） - 香
- 武田信玄（1991年）

#### フジテレビ
- 妻たちの劇場「赤い殺意」（1991年、大映テレビ）

#### テレビ朝日
- 暴れん坊将軍II
  - 第59話「日本一のゴマすり茶坊主」（1984年） - お仙
  - 第84話「命みじかく 燃やせ初恋!」（1984年） - お糸
  - 第110話「妹よ! この兄に罪ありや」（1985年） - 綾乃
  - 第125話「勅使下向、天下を賭けた江戸っ子神輿!」スペシャル（1985年） - お絹
  - 第135話「散らすな、忠義の首一つ!」（1985年） - 織江
  - 第144話「ちゃんを返して、将軍様!」（1986年） - おさき役
- 遠山の金さん 第1シリーズ 第135話「お父上! おゆきの愛は死にました!」（1985年3月14日）- ゆき
- 必殺仕事人V・激闘編 第18話「主水、お嬢様に振り回される」（1986年3月28日） - 佐代役
- 暴れん坊将軍III 第63話「散るは望郷はぐれ花!」（1989年） - お民 / お染 役（二役）
- 暴れん坊将軍IV 第14話「恋の細道、通りゃんせ!」（1991年） - お糸役
- また又・三匹が斬る! 第15話「お立会い!煮ても焼いても食えぬ奴」（1991年8月29日）- お鶴の方
- 考古学者シリーズ 美人お嬢さま殺し（1992年）
- 新・三匹が斬る! 第11話「女一匹、わたしゃ闇の逃がし屋稼業」（1992年） - お初
- 山村美紗サスペンス「京都・浜名湖殺人事件 愛と憎しみの財産争い! 真犯人が挑んだ密室トリック?」（1993年）

#### テレビ東京
- あばれ八州御用旅 第2シリーズ第22話「旅人平八郎怒りの賭場荒らし」（1991年） - お里役
- おらんだ左近秘剣帳（1991年）
- 山村美紗サスペンス「京都・博多殺人事件」（2007年） - ゆかり

### バラエティ
- はちゃめちゃ笑劇場「やすしの水戸黄門」

### 映画
- V.マドンナ大戦争（1985年）
- 火宅の人（1986年）
- 刑事物語5 やまびこの詩（1987年）
- 女帝 春日局（1990年） - 狭衣

### CM
- セイワ建設
- ナショナルのお店シリーズ
- アサヒペン
- 五色そうめん